# New Amsterdam (série)
New Amsterdam é uma série de televisão americana produzida e exibida originalmente pela FOX no ano de 2008. O seriado contará a história de John Amsterdam, um detetive de homicídios da cidade de Nova Iorque que descobre ser imortal. Em 1642, quando ele ainda era um simples soldado holandês na colônia de Nova Amsterdã (atual cidade de Nova Iorque), ele é atingido por uma espada enquanto tentava salvar uma jovem indígena do massacre que estava acontecendo em sua aldeia. A garota então corre para socorrer John, e então usa um feitiço de imortalidade, que só será desfeito quando ele encontrar o seu verdadeiro amor. Amsterdam então vê isso como um grande presente e vive grandes aventuras ao longo dos séculos, porém, acaba por cada vez mais mudar de ideia, quando vê todos que ele ama, desaparecerem no tempo. O episódio piloto foi dirigido por Lasse Hallstrom, que também atuará como produtor executivo da série.
No canal FOX:NEXT (em Portugal) a série estreou em Agosto de 2008.

## Elenco
- Nikolaj Coster-Waldau - John Amsterdam
- Zuleikha Robinson - Eva Marquez
- Alexie Gilmore - Drª Sara Dillane
- Stephen Henderson - Omar